# Barry Can't Swim
Barry Can't Swim is een Schots dj en producer uit Edinburgh.

## Biografie
Joshua Mainnie werd geboren in het Schotse Edinburgh. Zijn liefde voor muziek begon toen hij als negenjarige piano leerde spelen. Hij studeerde muziek aan de Edinburgse universiteit. Volgens Mainnie is de naam Barry Can't Swim "een halve grap is is blijven doorlopen en waar ik ondertussen aan gewend ben geraakt".
Als Barry Can't Swim bracht hij zijn eerste ep, Amor Fati, uit in juli 2021, gevolgd door More Content in 2022.
Op 23 oktober 2023 bracht Barry Can't Swim zijn eerste album uit, getiteld When Will We Land?. Dit album werd door BBC Radio 1 uitgeroepen tot "Best Dance Album" en kreeg positieve kritieken. In december dat jaar won Barry Can't Swim de "Breaktrough Award" van DJ Mag.
In 2024 draaide Barry Can't Swim op Coachella, en op 20 maart dat jaar stond hij in de Melkweg in Amsterdam. Eind april 2024 kwam zijn single Kimbara, waarmee hij airplay vergaarde op NPO 3FM. In de zomer van dat jaar draaide Barry Can't Swim op grote festivals als Glastonbury, Lowlands en Pukkelpop, en in oktober stond hij op Amsterdam Dance Event.
Zijn tweede album Loner verschijnt in juli 2025. Tevens staat hij dat jaar op Best Kept Secret en Rock Werchter.

## Discografie

### Studioalbums
- When Will We Land? (2023)
- Loner (2025)

### Ep's
- Amor Fati (2021)
- More Content (2022)